# Lacrima cerului
Lacrima cerului este un film românesc din 1989 regizat de Adrian Istrătescu Lener. Rolurile principale au fost interpretate de actorii Șerban Ionescu, Marga Barbu, Gheorghe Dinică.

## Distribuție
Distribuția filmului este alcătuită din:
- Rodica Popescu Bitănescu
- Natașa Raab
- Horațiu Mălăele
- Manuela Hărăbor
- Mihai Mereuță
- Constantin Codrescu
- Mircea Anghelescu
- Marga Barbu
- Ion Crăciun
- Șerban Ionescu
- Petre Nicolae
- Ileana Stana Ionescu
- Remus Mărgineanu
- Gheorghe Dinică

## Primire
Filmul a fost vizionat de 87.808 spectatori de spectatori în cinematografele din România, după cum atestă o situație a numărului de spectatori înregistrat de filmele românești de la data premierei și până la data de 31 decembrie 2014 alcătuită de Centrul Național al Cinematografiei.